# 安田久雄
安田 久雄（やすだ ひさお、Paul Hisao Yasuda, 1921年12月20日 - 2016年4月23日）は、日本のカトリック教会聖職者。カトリック大阪大司教区第2代司教。洗礼名は「パウロ」。

## 生涯
福岡県久留米市生まれ。1943年に東京帝国大学農学部水産学科を卒業後、同年から中央気象台化学科生物係、1945年10月から1947年2月まで神戸海洋気象台海洋課化学生物係で働いた。
1951年に東京の上智大学文学部哲学科を卒業し、同年7月から1955年6月までアメリカ合衆国に留学。ボルティモアの聖マリア大学で学び、1955年5月21日に司祭に叙階。同年10月から1957年10月までローマに留学し、教皇庁立ウルバノ大学大学院博士課程を卒業した。
1958年から1963年はカトリック大阪教区の司教秘書、1963年から1967年英知大学副学長を務め、1967年から北浜教会の主任司祭となった。
1970年2月5日に大阪大司教教区の補佐司教に任命され、同年3月21日に司教に叙階。1978年2月23日に現役のまま死去した田口芳五郎大司教の後任として、同年11月15日に大司教に任命され、1979年2月12日に着座した。
1995年1月17日の阪神・淡路大震災では被災教区の大司教として対応にあたり、「新生計画」を発表。復旧ではない新たな発展とし、被災した教会などは早急な再建・修理を目指すものの、西宮市の大司教館敷地売却、神戸市の下山手教会、中山手教会、灘教会は新設される神戸中央教会への統合、北浜教会及び神学院の廃止を含む「リストラ」であった。同年11月2日にはイエズス会士の池長潤神父が協働大司教に任命されている。
1997年5月10日に大阪教区長を引退。晩年は姫路市の仁豊野ヴィラで過ごした
2016年4月23日、同所で老衰のため死去。享年94歳。4月26日に大阪カテドラル聖マリア大聖堂で葬儀ミサが捧げられた。